# Blomstens ansigt
Blomstens ansigt er en debatfilm fra 1989 instrueret af Elisabeth Rygård efter eget manuskript.

## Handling
Debatfilm om hjernedødskriteriet. En ung mand kommer livsfarligt til skade med sin motorcykel og lægges i respirator. Hans familie skal nu afgøre, om der kan slukkes for respiratoren, mens organerne endnu kan bruges til transplantation.